# Air Dolomiti
Air Dolomiti S.p.A. Linee Aeree Regionali Europee é uma companhia aérea regional italiana com sede em Dossobuono, Villafranca di Verona, Itália. É uma parceira da Lufthansa Regional ligando 13 destinos italianos para o hub da Lufthansa Munique secundário, bem como de operação alguns outros voos na Itália e na Alemanha. Sua base principal é no Aeroporto de Munique.
Air Dolomiti opera a partir de 17 aeroportos, dos quais 14 estão na Itália. Os outros são os de Frankfurt, Munique e Viena. Das 15 rotas atualmente operadas 12 são de e para Munique. Estes últimos representam a maioria da capacidade da companhia aérea.
O nome da companhia aérea deriva da secção dos Alpes, conhecida como Dolomitas.

## Frota

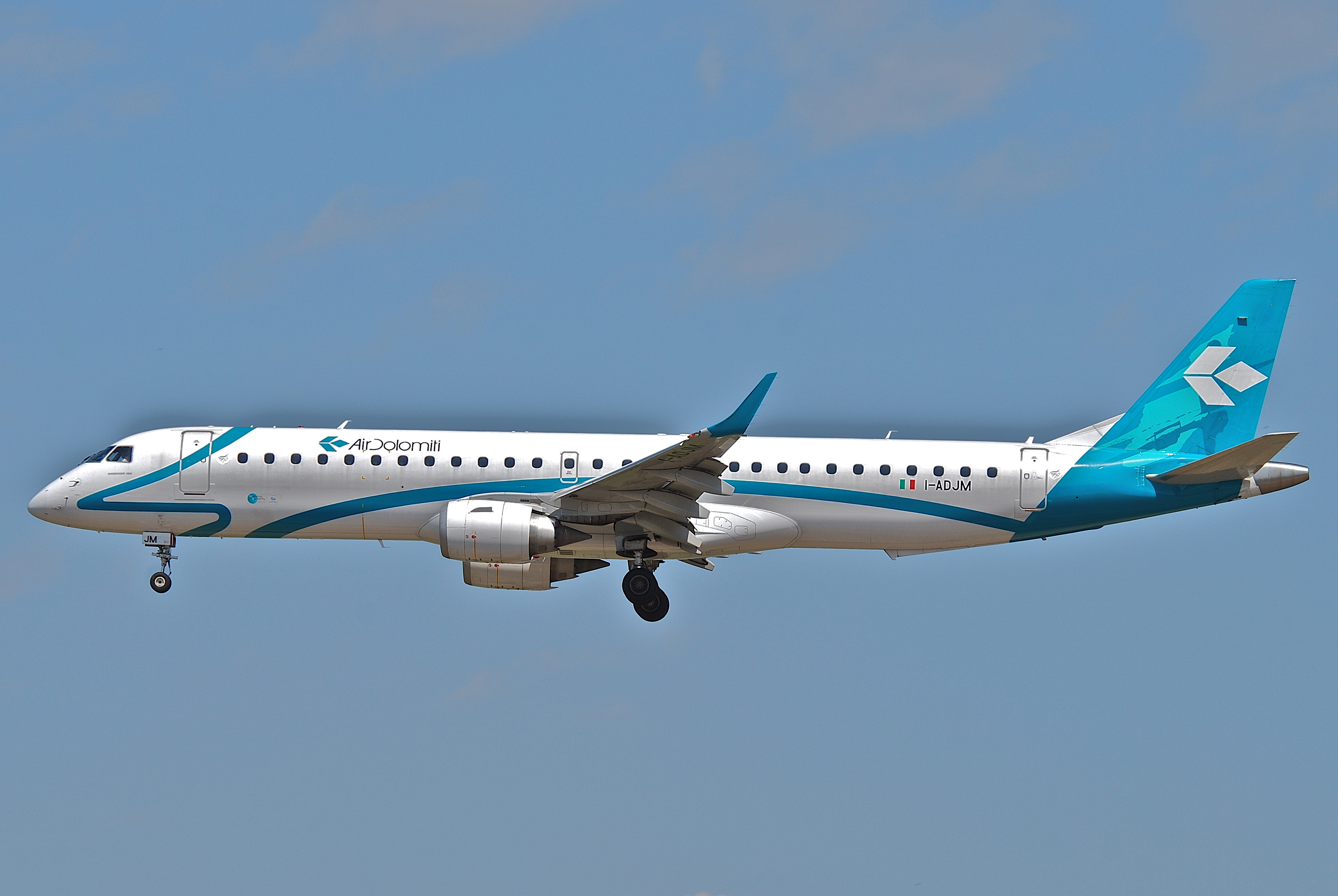
Embraer 195 da Air Dolomiti.

Esta é a frota da Air Dolomiti até maio de 2017:
| Aeronave      | Total | Passageiros |
| ------------- | ----- | ----------- |
| Embraer E-195 | 11    | 116         |